# La Salseta del Poble Sec
La Salseta del Poble Sec es una orquesta de baile española creada por  Salvador Escribà y Josep Vercher, a los que se unieron otros músicos en 1977.

## Historia
El grupo se creó con la única finalidad de amenizar una fiesta electoral del PSUC, los componentes fueron cambiando desde la formación inicial encabezada por Salvador Escribà y Josep Vercher, el nombre se debe a que algunos de los músicos vivían en el barrio del Poble Sec de Barcelona. El conjunto se consolidó, convirtiéndose en una de las orquestas de baile más solicitadas de Cataluña. En sus inicios grabaron discos solamente en castellano, posteriormente grabaron su discografía en catalán, fundaron la pequeña discográfica "Salseta Discos". En 2007 La Salseta celebró con una gira los 30 años desde la formación del conjunto.
Durante los 37 años de historia de la banda han realizado colaboraciones con otros muchos artistas de la talla de Jaume Sisa, Maria del Mar Bonet, Lluís Llach. La orquesta recibió en 2015 la Medalla de Oro al Mérito Cultural en el Ayuntamiento de Barcelona.

## Discografía[5]
- Patrañas bélicas
- Sarau
- Patacón pisao
- De parranda
- Treballo la nit
- Estic content que rutlli
- Himne del Joc de la Botifarra (single)
- Ballant amb "frenesí"!!
- Ei... company!!!
- Directe als peus
- Cops amagats
- 30 anys en dansa
- A sucar!